# Tom Steele (doble)
Tom Steele (12 de junio de 1909 – 30 de octubre de 1990) fue un actor y especialista cinematográfico estadounidense, aunque de origen escocés, conocido por su trabajo en diferentes seriales, especialmente en los producidos por Republic Pictures.

## Inicios
Su verdadero nombre era Thomas B. Skeoch, y nació en Escocia, Reino Unido. La familia de Steele emigró a los Estados Unidos teniendo él una edad temprana, y se asentó en el norte de California.  
Steel era un jinete muy avezado, y de joven fue jugador de polo, compitiendo con el equipo San Mateo Redcoats. Además, en su juventud trabajó en una fábrica de acero, actividad por la cual recibió su apodo profesional, "Steele" (steel = acero).

## Carrera cinematográfica
En los inicios de la Gran Depresión se fue a vivir a Hollywood con la idea de hacerse actor, debutando en el cine con el film western de 1930 "The Lone Star Ranger".  Sin embargo, gracias a su pericia como jinete, Steele pronto se dedicó a las escenas de acción, las cuales le ofrecían trabajo regular y mejores ingresos. A pesar de ello, hizo muchos pequeños papeles a lo largo de su carrera, principalmente personajes toscos y secuaces cuya principal función era formar parte de una escena de lucha. Su papel, visible pero no hablado, como guardia de una prisión en el film de 1947 Fuerza bruta, es un buen ejemplo de ello.
En los años treinta Steele trabajó con frecuencia para Universal Studios con un grupo de especialistas que se hacían llamar "The Cousins (Los primos)." Aunque no tenían relación familiar, se ayudaban los unos a los otros a fin de mejorar sus números. A Steele, de hecho, se le acredita la idea de usar acolchados para reducir riesgos. The Cousins también incluían a Dave Sharpe, Carey Loftin, Eddie Parker, Ken Terrell, Bud Wolfe, Louis Tomei y Loren Riebe. Steele y Sharpe todavía trabajaban juntos en los años setenta en películas como Blazing Saddles.  
Steele sustituyó a Sharpe como coordinador de especialistas en Republic Pictures al alistarse Sharpe en 1942 para servir en la Segunda Guerra Mundial (Steele fue declarado inútil a causa de una antigua lesión producida en la factoría de acero).  Steele fue el único especialista en firmar un contrato a plazo fijo (junio de 1943 – junio de 1944) con Republic, y fue el doble de actores protagonistas de seriales, entre ellos Rod Cameron (que en sus inicios también fue especialista), Richard Bailey, Clayton Moore, y Sammy Baugh. En las décadas de 1940 y 1950, muchos actores de Republic fueron seleccionados a causa de su parecido físico con Steele.  
En los largometrajes, Steele era el doble habitual de Wild Bill Elliott. Su papel más notable para Republic fue el del héroe del título en el serial de 1943  The Masked Marvel. La voz del personaje fue doblada por el actor radiofónico Gayne Whitman.  
Steele también trabajó fuera del ámbito de Republic, interviniendo en clásicos como La carga de la Brigada Ligera (1936), Camino de Santa Fe (1940, doblando a Raymond Massey), The Big Sleep (doblando a John Ridgeley), y El enigma de otro mundo (1951, encarnando a la criatura).

## Últimos años
En las décadas de 1960 y 1970 siguió trabajando como especialista, aunque hizo cada vez más pequeños papeles como actor, entre ellos el de un camionero en el film de 1966 Harper y el de un guardia de seguridad en la película de 1971 de James Bond Diamonds Are Forever. Además condujo uno de los vehículos utilizados en la clásica persecución de Bullitt (1968), y llevó a cabo diferentes escenas de conducción para las películas de Walt Disney Pictures de la serie "The Love Bug (Herbie)". Su última película llegó en 1986, Tough Guys, en la cual interpretaba a un viejo en una escena de un atraco.
En sus últimos  años Steele participó con frecuencia en diferentes festivales cinematográficos dedicados al género western y a los seriales cinematográficos.
Tom Steele falleció en 1990 en Los Ángeles, California.